# Боргомеццавалле
Боргомеццавалле (італ. Borgomezzavalle) — муніципалітет в Італії, у регіоні П'ємонт,  провінція Вербано-Кузіо-Оссола. Муніципалітет утворено 1 січня 2016 року шляхом об'єднання муніципалітетів Сепп'яна, Віганелла.
Боргомеццавалле розташований на відстані близько 580 км на північний захід від Рима, 120 км на північ від Турина, 28 км на північний захід від Вербанії.
Населення — 317 осіб (2014).
Щорічний фестиваль відбувається 7 грудня. Покровитель — Sant'Ambrogio.

## Демографія
Населення за роками:

Станом на 1 січня 2023 року в муніципалітеті офіційно проживало 39 іноземців з 12 країн, серед них 23 громадяни країн Євросоюзу та 2 громадяни України.

## Сусідні муніципалітети
- Каласка-Кастільйоне
- Монтескено
- Палланцено
- Вілладоссола
- Антрона-Ск'єранко